# Happy!Happy!Happy!
『Happy!Happy!Happy!』（ハッピー! ハッピー! ハッピー!）は、國府田マリ子の3枚目のアルバム及びそれに収録されている楽曲。1996年7月24日、KONAMIより発売。

## 解説
- 國府田マリ子3枚目のアルバム。このタイトルは國府田マリ子の公式ファンクラブの名称にもなっている。

## 収録曲
1. どうしよう
作詞：谷亜ヒロコ、作曲：中崎英也、編曲：水島康貴
2. 9月の夏休み
作詞：三浦徳子、作曲：松原みき、編曲：十川知司、コーラスアレンジ：楠瀬誠志郎
3. 私が天使だったらいいのに～Album version～
作詞：三浦徳子・國府田マリ子、作曲：松原みき、編曲：十川知司
3rdシングル、ラジオ「ツインビーPARADISE3」エンディングテーマ
4. びんづめのうちゅう
作詞：國府田マリ子・TADASHI、作曲・編曲：西脇辰弥
5. BANDでワケあり
作詞：谷亜ヒロコ、作曲・編曲：西脇辰弥
6. ～メッセージ～
作詞：國府田マリ子・谷亜ヒロコ、作曲・編曲：西脇辰弥
7. そばにいてよ
作詞：國府田マリ子、作曲・編曲：西脇辰弥
8. 彼女がいるのに
作詞：谷亜ヒロコ、作曲・編曲：西脇辰弥
9. my best friend
作詞：國府田マリ子、作曲：TSUKASA、編曲：水島康貴
10. 星降る涙の夜の彼方
作詞：國府田マリ子、作曲：広谷順子、編曲：西脇辰弥
11. Happy!Happy!Happy!
作詞：國府田マリ子、作曲：ながつきまろん、編曲：水島康貴